# Правило выездного гола
Правило выездного гола — это метод определения победителя в соревнованиях по футболу и другим игровым видам спорта (например, в гандболе), используемый для разрешения ситуации, при которой две соревнующиеся команды, встретившиеся на стадии плей-офф, завершили своё двухматчевое противостояние вничью. Согласно данному правилу, если общий счёт забитых мячей по результатам двух матчей — равный, победителем пары объявляется команда, игроки которой забили больше мячей «на выезде», или «в гостях», то есть на поле соперника.
В июне 2021 года УЕФА отменил это правило на своих турнирах.

## Применение
Данное правило используется на многих крупных футбольных турнирах и служит одним из способов разрешения ситуации ничьей, наряду с другими, существовавшими и существующими способами, которые применяются в подобных ситуациях: правило серебряного гола, правило золотого гола, серия пенальти, жребий.
В футбольных еврокубках правило выездного гола действовало начиная с Кубка обладателей Кубков 1965/66. В 2021 УЕФА отменил правило выездного гола для всех еврокубковых турниров начиная с сезона 2021/22. Теперь при равном счёте по итогам обоих матчей во втором матче во всех случаях назначается дополнительное время и при необходимости послематчевые пенальти. 

## Особенности
Правило имеет оттенок несправедливости, когда оба противника играют оба матча на одном и том же стадионе (если этот стадион домашний для обеих команд, из-за соображений безопасности или отсутствия требуемого стадиона у одной или обеих команд). Например, в 2003 году в полуфинале Лиги чемпионов УЕФА между «Интернационале» и «Миланом» на стадионе «Джузеппе Меацца» (он же «Сан-Сиро», домашний и для «Интера», и для «Милана») матчи закончились со следующими результатами:
- Первый матч: «Милан» — «Интернационале» — 0:0[4];
- Второй матч: «Интернационале» — «Милан» — 1:1[5].

С общим счётом 1:1 победа присуждена «Милану», потому что во второй игре стадион для них считался «чужим».
Также существует проблема эквивалентного счёта: при одинаковом счёте в двух матчах, команда, играющая второй матч на выезде, имеет преимущество в овертайме (так как при счёте в овертайме 1:1, 2:2 всё ещё считается голом, забитым на чужом поле). Например, в 2008 году основное время обоих четвертьфиналов Кубка УЕФА между «Хетафе» и «Баварией» завершилось со счётом 1:1, но полуфиналистом стала «Бавария», так как в дополнительное время «Хетафе» и «Бавария» обменялись двумя голами. Впрочем, преимущество в овертайме, которое имеет команда, играющая второй матч на выезде, нивелируется самим фактом того, что ответная игра противостояния играется этой командой на выезде, а не дома (по общему мнению, играть ответную игру дома — лучше).
В некоторых турнирах данное правило применяется не во всех стадиях. Так, в розыгрыше Кубка Либертадорес оно применяется на всех стадиях плей-офф, за исключением финальных матчей. Например, в 2008 году эквадорский клуб ЛДУ Кито обыграл мексиканскую «Америку» в полуфинале как раз за счёт «выездного» гола (1:1 в Мехико, 0:0 в Кито). В финале в матчах с «Флуминенсе» по суммам двух встреч счёт был 5:5 (4:2 в Кито, 1:3 в Рио-де-Жанейро), и если бы данное правило применялось, то победителем был бы объявлен бразильский клуб. Однако, было назначено дополнительное время, а затем и серия пенальти, где сильнее оказались как раз эквадорцы, использовав, тем самым, подряд две стороны регламента — как правило с выездными голами, так и без него.